# Rie Beisenherz

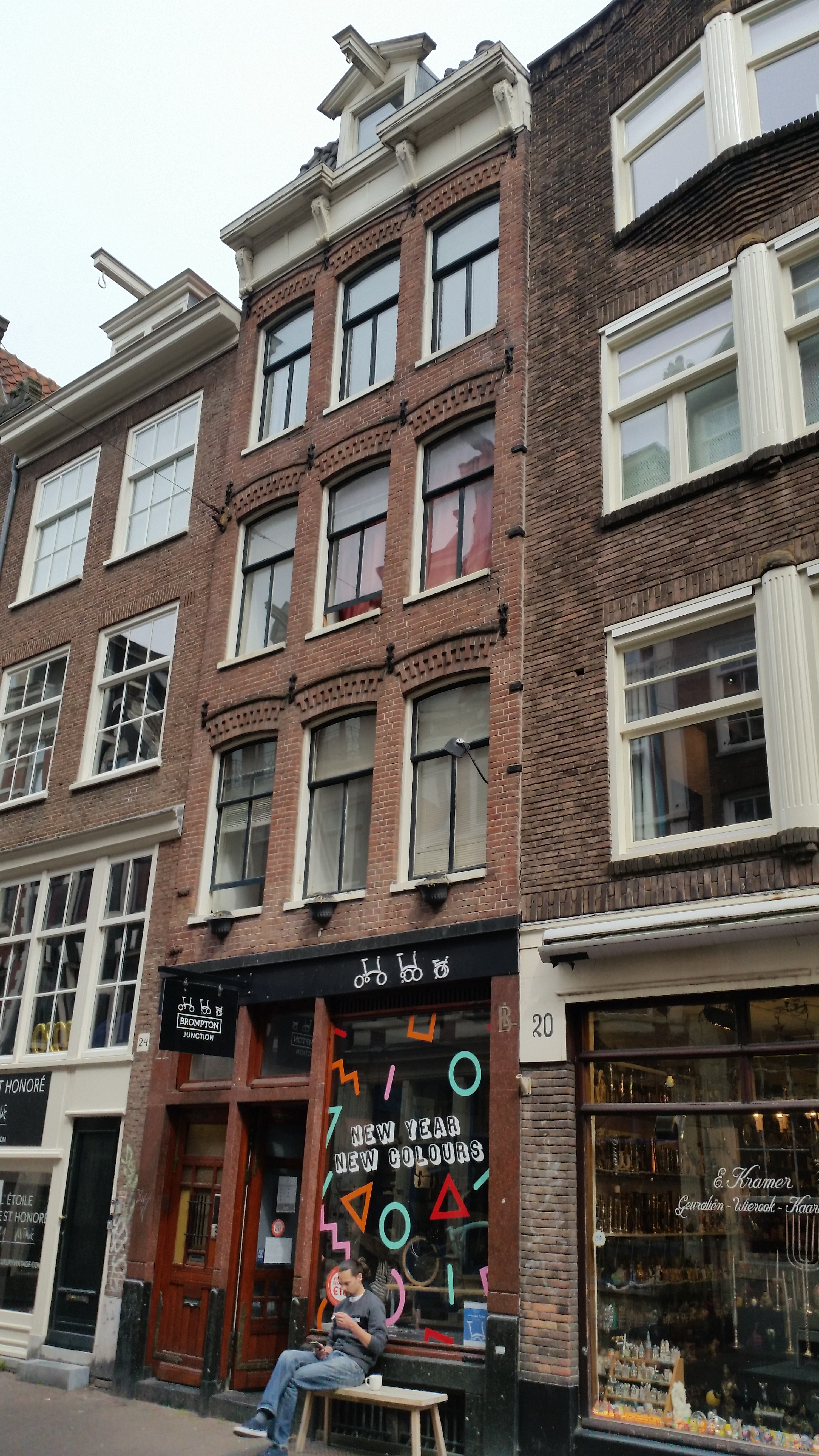
Het geboortehuis van Rie Beisenherz is in 2020 nog steeds een winkel

Maria Martha (Rie) Beisenherz (Amsterdam, 8 september 1901 – Bussum, 12 april 1992) was een Nederlands zwemster.
Ze was dochter van kruidenier Wilhelm Ludwig (Louis) Beisenherz en Christina Visser uit de Reestraat 22. Haar vader met roepnaam Louis Beisenherz, was lid van de Amsterdamsche Zwemclub en een amateurwielrenner. Hij was bevriend met Jaap Eden. Ze trouwde in 1928 zelf met de waterpoloër Gerardus Barend Rijke (reserve tijdens de Olympische Spelen in Amsterdam in 1928) en kreeg twee zonen.
Beisenherz was een pionier binnen het dameszwemmen. Toen zij als dertienjarige lid wilde worden van de zwemclub HDZ (Hollandse Dames Zwemclub)  werd zij afgewezen omdat zij te jong werd geacht. Daarom richtte zij, met een aantal andere zwemsters, op 15 maart 1914 de Amsterdamsche Dames Zwemclub (ADZ) op, nadat al eerder een vriendinnenclub De Jonge Waterratten was opgericht. De zwemvereniging, waarvan ook Ada Bolten lid was oefende in het Heiligewegbad, Zuiderbad en het AMVJ-bad aan de Stadhouderskade.
In de kwalificatiewedstrijden voor de Olympische Spelen op 31 juli 1920 in het IJ bleef zij onder de namen Mej. M. Beisenherz en Marietje Beisenherz met 1.28,8 onder de limiet van 1.30,2 (in een oefenronde had ze al 1.26,8 gezwommen). Ze zwom daarmee ook het Nederlands record van Lies Klophaus uit de boeken; ze zou haar eigen record nog tweemaal verbeteren.
Beisenherz vertegenwoordigde Nederland eenmaal bij de Olympische Spelen: 'Antwerpen 1920'. Zij was Nederlands eerste vrouwelijke deelnemer ooit aan de moderne Olympische Spelen. In de Belgische havenstad werd een begin gemaakt met het vrouwenzwemmen, en Beisenherz werd in 1920 dan ook Nederlands eerste olympische zwemster. Zij kwam uit op de 100 meter vrije slag en reikte in Antwerpen op dit nummer tot de halve finales, met een tijd van 1.22,6. Uiteindelijk won De Amerikaanse Ethelda Bleibtrey de 100 meter. 
Beisenherz maakte bij de vijfde (moderne) Olympische Spelen deel uit van een vierkoppige Nederlandse selectie, die verder bestond uit Ko Korsten (100 meter vrije slag), Jean van Silfhout (eveneens 100 meter vrije slag) en Cor Zegger (1500 meter vrije slag). Opmerkelijk: in Antwerpen bedroeg de baanlengte niet 50 meter, zoals in later jaren, maar 100 meter. Bovendien werd er gestart vanuit het water. In tegenstelling tot de heren, die in een boot verbleven, mocht zij (onder begeleiding van haar vader) overnachten in een hotel.
In 1921 won ze een wedstrijd in Wenen in 1.27,8. Bij de Olympische Zomerspelen van 1928 was ze vrijwilligster.
Bij het honderdjarig bestaan van de KNZB in 1988 werd ze samen met Rie Mastenbroek en Conny van Bentum in het zonnetje gezet.
In Heerhugowaard is een straat naar haar vernoemd, Rie Beisenherzland. Amsterdam kent sinds 2020 de Rie Beisenherzbrug.